# Coscinasterias acutispina
Coscinasterias acutispina is een zeester uit de familie Asteriidae.
De wetenschappelijke naam van de soort werd in 1862 gepubliceerd door Stimpson.